# Trie Utami
Trie Utami, también conocida como Sari, Trie Utami o Iie (nacida el 8 de enero de 1968 en Bandung) es una cantante, compositora y pianista indonesia.  Fue además la vocalista principal de una banda musical llamada Krakatau, luego se unió al grupo Rumpies a finales de la década de los años 2000.

## Discografía
Singles
- 1991 – Gentil = Aced
- 1991 – Gimana

Álbumes de estudio
- 1991 – Untuk Ayah dan Ibu Tercinta
- 1992 – Kau yang Kutunggu
- 1995 – Cemburu
- 1996 – Mungkinkah Terjadi
- 2007 – Kekasih Bayangan